# 赫德島和麥克唐納群島
（簡稱：HIMI），印度洋無人居住的荒島，1947年起納入澳洲外島領地，1997年獲選為世界自然遺產（亞洲、大洋洲地區）。赫德島以南約1600公里達南極洲邊沿；除去南極洲和面積小於1000平方公里的島嶼不算，赫德島方圓3700公里內都是海洋，不見陸地。赫德島80%的陸地都为冰川覆盖，岛上拥有比较稀少的原始状态岛屿生态系统，其中大本山的莫森峰海拔2745米，是澳大利亚最高峰。麥克唐納島的火山沉睡了75000年，于1992年再次喷发，最近一次是2005年8月10日，火山喷发几乎摧毁了岛上所有植被。但喷发也使岛的面积提升到2.45平方千米。
該群島的國家及地區頂級域為.hm。

## 歷史
1853年11月25日，一位名叫約翰·赫德（John Heard）的美國水手在從波士頓前往墨爾本的途中看到了赫德島。一個月後，他報告了這一發現，並以他的名字命名了該島。六週後，也就是1854年1月 4日，威廉·麥克唐納（William McDonald）發現了附近的麥克唐納群島。
直到1855年3月，伊拉斯謨·達爾文·羅傑斯（Erasmus Darwin Rogers）率領的來自科林斯（Corinthian）的海豹捕獵者在一個名為油桶點（Oil Barrel Point）的地方上岸後，才在這些島嶼上登陸。從1855年到1880年，許多美國海豹捕獵者在島上度過了一年或更長時間，他們住在油桶點的陰暗、發臭的小屋裡，條件惡劣。在鼎盛時期，該社區有200人。到1880年，海豹捕獵者消滅了大部分海豹種群，然後離開了該島。在此期間，這些島嶼總共提供了超過 100,000桶象鼻海豹油。
島嶼附近發生了多起沉船事故。在阿特拉斯灣附近，還有約翰·赫德（John Heard）的海豹捕獵站遺留下來的廢棄建築。
英國於1910年正式宣稱擁有這些島嶼的主權，並於1947年12月26日移交給澳大利亞。該群島於1997年成為世界遺產。
1971年2月12日，澳大利亞科學家格雷厄姆·巴德（Grahame Budd）和休·西蘭德（Hugh Thelander）使用直升飛機首次登陸麥克唐納群島。
1965年至2000年間，至少有五支私人探險隊前往赫德島。幾位業餘無線電操作員訪問過赫德島，通常與科學探險有關。Alan Campbell-Drury在1947 年開展了第一次活動。1983年，使用呼號 VK0HI 、VK0JS 和 VK0NL 進行了兩次到該島的業餘無線電DX探險，並於 1997年1月進行了進一步的操作（VK0IR）。2016年3月的DXpedition （VK0EK）由Cordell Expeditions 組織，並進行了超過75,000次無線電聯繫。
1965年1月25日，前往赫德島的南印度洋探險隊（有時稱為帕塔內拉探險隊）的五名成員首次登上本島頂上的莫森峰。 第二次登頂是由1983年赫德島探險隊（有時稱為蟒蛇探險隊）的五名成員完成的。1986年12月21日，一支ANARE團隊在山頂進行了直升機降落。澳大利亞陸軍團隊在2000年成功進行了第三次登頂。

## 地理

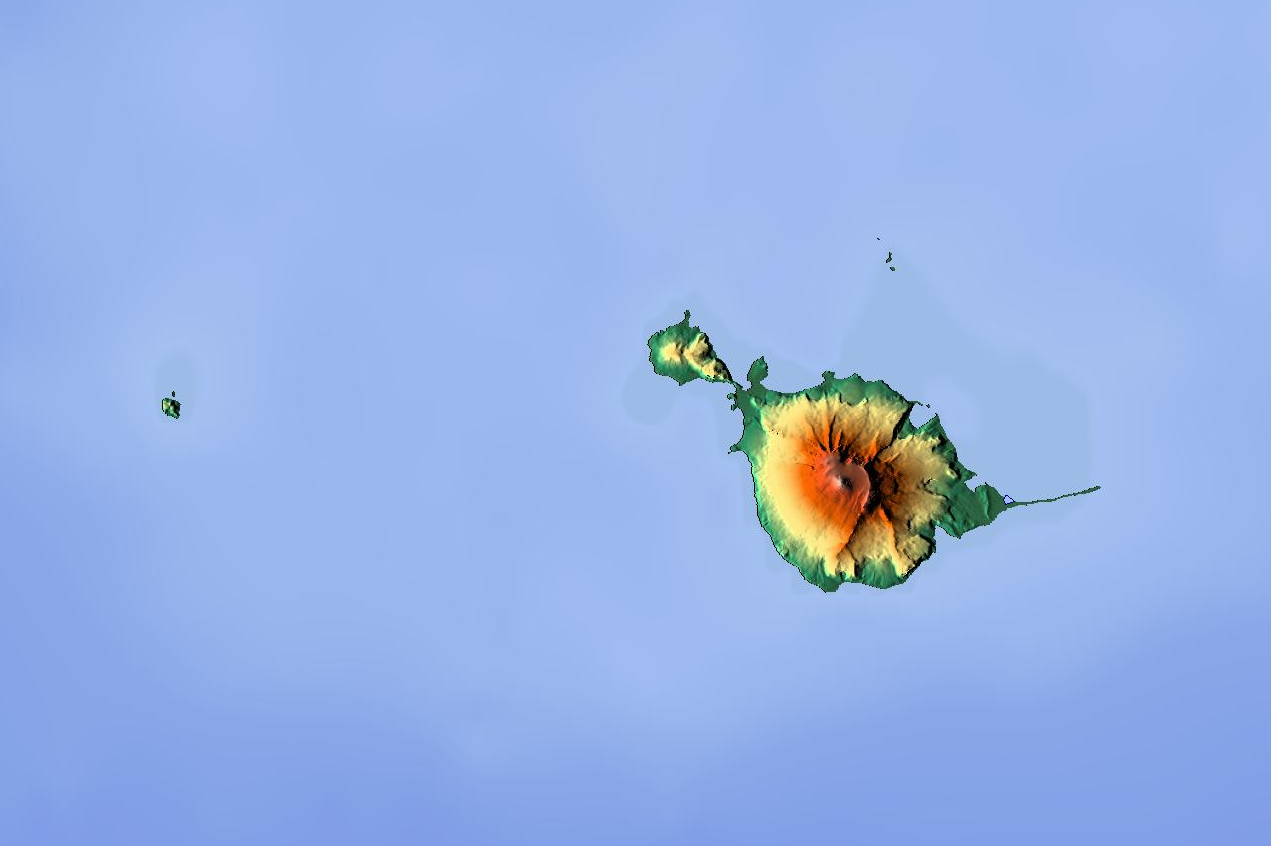
右為赫德島，左為麥克唐納群島

赫德島是該群島中最大的一個，面積368平方公里，被41條冰川覆蓋（該島80% 被冰覆蓋），主要是大本山地塊。它的最高海拔為2,745米為位於歷史上活躍的大本山火山頂峰莫森峰（Mawson Peak）。夏威夷大學地球物理與行星學研究所（HIGP）熱警報小組2000年7月的衛星圖像顯示，一個活躍的2公里長和50至90米寬的熔岩流從大本山頂向西南方向流動。
麥克唐納群島多岩石，位於赫德島以西44公里處。它們由麥克唐納島（McDonald Island）、弗拉特島（Flat Island）和邁耶岩（Meyer Rock）組成。它們的總面積約為2.5平方公里，其中麥克唐納島面積為1.13平方公里。在赫德島以北約10公里處有一小群小島和岩石，由 Shag Islet、Sail Rock、Morgan Island和Black Rock組成。它們的總面積約為 1.1平方公里（0.4平方英里）。
莫森峰和麥克唐納島是澳大利亞境內僅有的兩座活火山。莫森峰也是澳大利亞最高的山脈之一（高於科修斯科山）；僅次於南極境內的麥克林托克山山脈。莫森峰在過去十年間噴發過數次；最近一次噴發於2016年2月2日。麥克唐納島上的火山在休眠了75,000年之後，於 1992年開始活躍，此後爆發了數次，最近一次是在2005年。
赫德島和麥克唐納群島沒有港口或海港；船舶必須離岸拋錨。海岸線長101.9公里，擁有12海里領海和200海里專屬捕魚區。

### 濕地
赫德島的沿海周邊散佈著許多小型濕地，包括濕地植被區、潟湖或潟湖複合體、岩石海岸和沙質海岸。其中許多濕地區域被活躍的冰川隔開。還有幾條短的冰川溪流和冰川池。麥克唐納島上記錄了一些濕地區域，但由於自1980年最後一次登陸以來大量的火山活動，它們目前的範圍未知。
群島的濕地被列入澳大利亞重要濕地名錄，並且在最近對聯邦管理的濕地進行的分析中，根據《拉姆薩公約》的提名， 群島的濕地被列為國際重要濕地濕地。
這些濕地為許多南極和亞南極濕地動物提供了重要的繁殖和覓食棲息地。其中包括南象鼻海豹和冠企鵝、巴布亞企鵝、國王企鵝和東部跳岩企鵝，這些企鵝被視為《拉姆薩公約》規定的濕地物種。島嶼的非濕地植被部分也支持企鵝和其他海鳥棲息。

### 氣候
這些島嶼有南極氣候，受海洋環境的影響。天氣的特點是季節性和每日溫度範圍較低，雲量持續且普遍較低，降水頻繁和強風。全年都會降雪。位於赫德島西北端的阿特拉斯灣的月平均氣溫溫度範圍為 0.0 至 4.2 °C，夏季的日平均範圍為 3.7 至 5.2 °C，冬季為 -0.8 至 0.3 °C。風主要是西風並且持續強勁。在阿特拉斯灣，月平均風速在 26 到 33.5 公里/小時之間。已記錄到超過 180 公里/小時的陣風。赫德島海平面年降水量約為 1,300 至 1,900 毫米；4 天中大約有 3 天會下雨或下雪。

## 行政與經濟
英國於1910年正式宣布對赫德島擁有主權。1947年12月26日，赫德島和麥克唐納群島的行政和控制權移交給了澳大利亞政府。1950年12月19日，兩國政府通過換文確認了轉移。
這些島嶼是澳大利亞的領土，由澳大利亞環境和能源部澳大利亞南極分部管理。該領土的行政管理是根據1953年赫德島和麥克唐納群島法案建立的，該法案將其置於澳大利亞首都地區的法律和澳大利亞首都地區最高法院的管轄之下。這些島嶼位於 65,000平方公里的海洋保護區內，主要用於研究，這意味著沒有永久的人類居住地。
從1947年到1955年，在赫德島西北部的阿特拉斯灣和1971年在麥克唐納島的威廉姆斯灣設有訪問科學家營地。後來的探險使用了東部斯皮特灣的臨時基地。
島上唯一的自然資源是魚。澳大利亞政府允許在周邊海域進行有限的捕魚活動。儘管人口稀少，但在ISO 3166-1 中為這些島嶼分配了國家地區代碼HM ，因此互聯網頂級域名為 .hm。這些島嶼的時區是 UTC+5。
2025年4月，美国总统特朗普宣布对该群岛征收10%的关税。

## 附近城市
无人居住，面积412平方公里。以下列出赫德島附近的大城市（方位以赫德島為量度點）：
| 圖              | 城市     | 方位    | 距離                     | 備註               | 備註               |
| --------------- | -------- | ------- | ------------------------ | ------------------ | ------------------ |
|                 | 法蘭西港 | 西北    | 474 km                   | 位於凱爾蓋朗群島   | 法属南部和南极领地 |
| 艾爾弗雷德-富爾 | 西北偏西 | 1718 km | 位於克羅澤群島的波塞申岛 |                    | 法属南部和南极领地 |
| 馬丁-德維維耶斯 | 東北偏北 | 1727 km | 位於阿姆斯特丹島         |                    | 法属南部和南极领地 |
| 珀斯            | 東北偏東 | 4109 km | · 西澳大利亚州首府       | · 西澳大利亚州首府 |                    |